# Pieter Klaas Roege

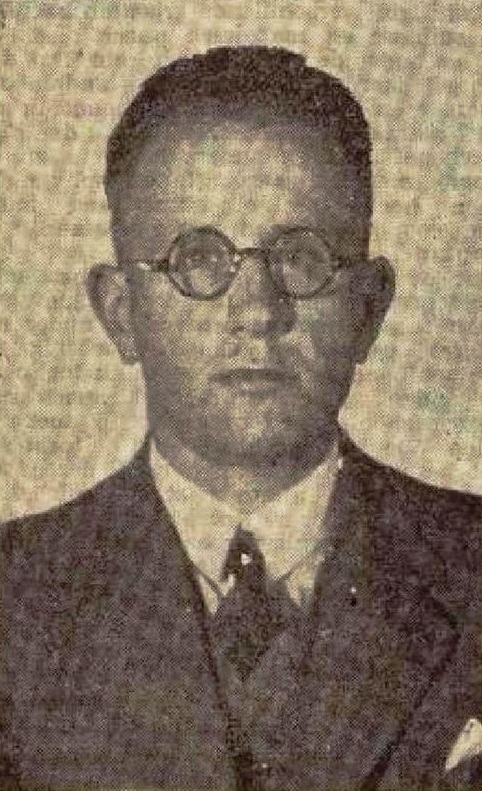
P.K. Roege (ca. 1940)

Pieter Klaas Roege (Blokzijl, 3 januari 1902 – Nijeveen, 20 november 1943) was een Nederlands politicus van de CHU.
Hij werd geboren als zoon van Klaas Popkes Roege (1875-1956; ambtenaar) en Anje Wolthuis (1876)-1961. Zijn vader was gemeentesecretaris van Blokzijl voor hij in 1919 de burgemeester van Wanneperveen werd. Zelf ging P.K. Roege in 1920 werken bij de gemeentesecretarie van Dalfsen waar hij het bracht tot commies. Op 24 mei 1940, twee weken na de Duitse inval en kort na het vertrek van koningin Wilhelmina naar Londen, werd hij door opperbevelhebber van land- en zeemacht Henri Winkelman met ingang van 15 juni benoemd tot burgemeester van Wanneperveen. Daarmee werd hij de opvolger van zijn vader die eerder dat jaar met pensioen was gegaan. Eind 1943 werd hij thuis opgehaald en de volgende dag werd zijn dode lichaam bij een sloot gevonden. Hij was doodgeschoten; mogelijk was hij een slachtoffer van Aktion Silbertanne. Op een kerkhof in Wanneperveen staat een monument voor de doodgeschoten burgemeester. 